# Ninox odiosa
Cú diều New Britain (danh pháp hai phần: Ninox odiosa) là một loài chim trong họ Strigidae.
Cú diều New Britain là loài đặc hữu của New England, hòn đảo lớn nhất trong quần đảo Bismarck ở Papua New Guinea.

## Mô tả
Cú diều New Britain là một loài cú có chiều dài khoảng 22 cm (9 in). Chúng có bộ lông màu nâu sô cô la đốm, đôi mắt vàng và lông mày trắng. Lông quầng mặt có màu nâu trong khi phần ngực trên được đánh dấu bằng một dải màu nâu rộng với vệt trắng. Mặt dưới có màu nâu dày đặc.

## Phân bố và môi trường sinh sống
Loài này được tìm thấy ở vùng đất thấp và đồi của khu vực chim đặc hữu New England và New Ireland ở độ cao lên tới 1.200 m trên mực nước biển. Đây là khá phổ biến trong phạm vi nhỏ của nó và là về đêm. Nó đậu vào ban ngày một mình hoặc theo cặp ở giữa đến phần trên của tán rừng. Chúng ăn chủ yếu là côn trùng và động vật có vú nhỏ.